# 坂田雅弘
坂田 雅弘（さかた まさひろ、1970年 - ）は、日本の作曲家。

## 略歴
東京都出身。家族の影響で幼少期からクラシック音楽に親しんで育つ。学生時代は吹奏楽部でホルンを担当した。ピアノを二宮瑞恵、荻野千里、三瓶弥生、保坂千里らに師事。埼玉大学を卒業後、山梨英和中学校・高等学校教諭を経て、現在、埼玉県公立高校教諭。21 世紀の吹奏楽 "響宴" 会員 、埼玉県音楽家協会会員。

## 主な作品

### 吹奏楽曲
- 1999 吹奏楽の為の序曲（2000年度全日本吹奏楽コンクール課題曲）
- 1999 吹奏楽の為の《光の帝国》（第4回「響宴」参加[3][4][5]）
- 2003 吹奏楽の為の《胡蝶の夢》（第7回「響宴」参加[6][5]）
- 2006 祝典の為のファンファーレとコラール（第10回「響宴」参加[7][5]）
- 2010 シテール島への船出（第15回「響宴」参加[8][5]）
- 2010 鳥達は水平線へ羽搏く
- 2011 フェスティヴァル・ファンファーレ（第16回「響宴」参加[9][5]）
- 2011 ラピスラズリ序曲
- 2013 太平洋に架かる橋
- 2014 聖なる約束の地へ（第19回「響宴」参加[10][5]）
- 2017 ガーネット・ファンファーレ
- 2017 いにしへの…
- 2018 黄泉の国からエウリュディケを連れ出すオルフェウス

### ピアノ曲
- 1987 3つの即興曲
- 1990 夢みたものは…
- 1991 ピアノの為のソナチネ（1996年度ピティナピアノコンペティション課題曲）
- 1993 月に寄せるバラードⅠ
- 1997 月に寄せるバラードⅡ
- 2001 「椰子の実」変奏曲
- 2003 風に映える影 ～2台のピアノの為の～
- 2004 風の宮殿
- 2012 夜に詠める歌
- 2014 ドリアの海からパイプを吹く
- 2015 子供の為の24の前奏曲

### 室内楽曲
- 1995 弦楽四重奏曲
- 1998 ヴァイオリン・ソナタ
- 2000 夕暮の小舟に乗り
- 2002 フルートの為のソナチネ
- 2003 チェロ・ソナタ
- 2004 ラプソディ ～アルト・サクソフォンとピアノの為の～
- 2009 水面に揺蕩う古城 ～9人の打楽器奏者の為の～
- 2021 マリンバ・スケルツォ
- 2023 クラリネット・ソナタ

### 声楽曲
- 1995 月夜の島
- 2001 混声合唱の為の「五つの映像」（2001年度全日本合唱コンクール課題曲）
- 2003 混声合唱の為の「ノート」
- 2003 ３つの童謡
- 2015 輝いた日々